# Temporada 1901 de las Grandes Ligas de Béisbol
La temporada 1901 de las Grandes Ligas de Béisbol  fue la temporada inaugural de las Grandes Ligas e incluía la primera temporada Liga Americana. Las ocho franquicias que formaban la Liga Americana ese año fueron los Baltimore Orioles, Boston Americans, Chicago White Sox, el Cleveland Blues, Detroit Tigers, Milwaukee Brewers, Philadelphia Athletics y Washington Senators.

## Posiciones
Nota: Los Orioles de Baltimore de 1901 se convirtieron en los New York Highlanders en 1903. Los Cerveceros de Milwaukee de 1901 se convirtieron en los San Louis Browns en 1902.
|               | \| Liga Nacional [1] \| \| \| \| \| \| \| Rank \| Club \| G \| P \| PG % \| GB \| \| 1º \| Pittsburgh Pirates \| 90 \| 49 \| .647 \| -- \| \| 2º \| Philadelphia Phillies \| 83 \| 57 \| .593 \| 7.5 \| \| 3º \| Brooklyn Superbas \| 79 \| 57 \| .581 \| 9.5 \| \| 4º \| St. Louis Cardinals \| 76 \| 64 \| .543 \| 14.5 \| \| 5º \| Boston Beaneaters \| 69 \| 69 \| .500 \| 20.5 \| \| 6º \| Chicago Orphans \| 53 \| 86 \| .381 \| 37.0 \| \| 7º \| New York Giants \| 52 \| 85 \| .380 \| 37.0 \| \| 8º \| Cincinnati Reds \| 52 \| 87 \| .374 \| 38.0 \| |    |    |      |      |
| Liga Nacional | |    |    |      |      |
| Rank          | Club | G  | P  | PG % | GB   |
| 1º            | Pittsburgh Pirates | 90 | 49 | .647 | --   |
| 2º            | Philadelphia Phillies | 83 | 57 | .593 | 7.5  |
| 3º            | Brooklyn Superbas | 79 | 57 | .581 | 9.5  |
| 4º            | St. Louis Cardinals | 76 | 64 | .543 | 14.5 |
| 5º            | Boston Beaneaters | 69 | 69 | .500 | 20.5 |
| 6º            | Chicago Orphans | 53 | 86 | .381 | 37.0 |
| 7º            | New York Giants | 52 | 85 | .380 | 37.0 |
| 8º            | Cincinnati Reds | 52 | 87 | .374 | 38.0 |

|                | \| Liga Americana [2] \| \| \| \| \| \| \| Rank \| Club \| G \| P \| PG % \| GB \| \| 1º \| Chicago White Stockings \| 83 \| 53 \| .610 \| -- \| \| 2º \| Boston Americans \| 79 \| 57 \| .581 \| 4 \| \| 3º \| Detroit Tigers \| 74 \| 61 \| .548 \| 8.5 \| \| 4º \| Philadelphia Athletics \| 74 \| 62 \| .544 \| 9.0 \| \| 5º \| Baltimore Orioles \| 68 \| 65 \| .511 \| 13.5 \| \| 6º \| Washington Senators \| 61 \| 72 \| .459 \| 20.5 \| \| 7º \| Cleveland Blues \| 54 \| 82 \| .397 \| 29.0 \| \| 8º \| Milwaukee Brewers \| 48 \| 89 \| .350 \| 35.5 \| |    |    |      |      |
| Liga Americana | |    |    |      |      |
| Rank           | Club | G  | P  | PG % | GB   |
| 1º             | Chicago White Stockings | 83 | 53 | .610 | --   |
| 2º             | Boston Americans | 79 | 57 | .581 | 4    |
| 3º             | Detroit Tigers | 74 | 61 | .548 | 8.5  |
| 4º             | Philadelphia Athletics | 74 | 62 | .544 | 9.0  |
| 5º             | Baltimore Orioles | 68 | 65 | .511 | 13.5 |
| 6º             | Washington Senators | 61 | 72 | .459 | 20.5 |
| 7º             | Cleveland Blues | 54 | 82 | .397 | 29.0 |
| 8º             | Milwaukee Brewers | 48 | 89 | .350 | 35.5 |